# Raalte
Raalte – gmina w północnej Holandii, w prowincji Overijssel.

## Miejscowości
Broekland, Heeten, Heino, Laag Zuthem, Lierderholthuis, Luttenberg, Mariënheem, Nieuw-Heeten, Raalte.